# 52-й кинофестиваль в Сан-Себастьяне
52-й кинофестиваль в Сан-Себастьяне проходил с 17 по 25 сентября 2004 года в Сан-Себастьяне (Страна Басков, Испания).

## Жюри
- Марио Варгас Льоса ( Перу), писатель (президент жюри).
- Ямина Бенгиги ( Франция), кинорежиссёр, политик.
- Том Дичилло ( США), кинорежиссёр.
- Марта Эстебан ( Испания), продюсер.
- Лаура Моранте ( Италия), актриса.
- Эдуарду Серра ( Португалия), кинооператор.
- Дито Цинцадзе ( Грузия), художник-постановщик.

## Фильмы фестиваля

### Официальный конкурс
- «Аргентинский дог», реж. Карлос Сорин ( Аргентина,  Испания)
- «Братья», реж. Сюзанна Бир ( Дания)
- «Письмо незнакомки», реж. Сю Цзинлэй ( Китай)
- «Сиелито», реж. Мария Виктория Менис ( Аргентина,  Франция)
- «Ингелези», реж. Франсуа Дюпейрон ( Франция)
- «Часы света», реж. Маноло Матхи ( Испания)
- «9 песен», реж. Майкл Уинтерботтом ( Великобритания)
- «Мой папа – инженер», реж. Робер Гедигян ( Франция)
- «Ома», реж. Пит Трэвис ( Великобритания,  Ирландия)
- «Рома», реж. Адольфо Аристарайн ( Испания,  Аргентина)
- «Серебряный город», реж. Джон Сейлз ( США)
- «Паучий лес», реж. Сон Иль Гон ( Республика Корея)
- «Сон в зимнюю ночь», реж. Горан Паскалевич ( Сербия и Черногория)
- «Сложение и вычитание», реж. Виктор Гавирия ( Колумбия,  Испания)
- «Тарфая», реж. Дауд Аулад-Сяд ( Марокко,  Франция)
- «И черепахи могут летать», реж. Бахман Гобади ( Иран,  Ирак)

### Вне конкурса
- «Мелинда и Мелинда», реж. Вуди Аллен ( США)
- «Театр», реж. Иштван Сабо ( Канада)
- «Дверь в полу», реж. Тод «Кип» Уильямс ( США)

## Лауреаты

### Официальные премии
- Золотая раковина: «И черепахи могут летать», реж. Бахман Гобади.
- Специальный приз жюри: «Сон в зимнюю ночь», реж. Горан Паскалевич.
- Серебряная раковина лучшему режиссёру:  Сю Цзинлэй («Письмо незнакомки»).
- Серебряная раковина лучшей актрисе: Конни Нильсен («Братья»).
- Серебряная раковина лучшему актёру: Ульрих Томсен («Братья»).
- Приз жюри лучшему оператору : Марсель Зискинж («9 песен»).
- Приз жюри за лучший сценарий : Пол Гринграсс и Гай Хибберт («Ома»).

### Почётная награда — «Доностия» за вклад в кинематограф
- Вуди Аллен
- Аннетт Бенинг
- Джефф Бриджес